# Мушицкий, Константин
Константин (Коста) Мушицкий (7 апреля 1897, Славонский Брод, Австро-Венгрия — 17 июля 1946, Белград) — сербский и югославский генерал, командующий Сербского добровольческого корпуса войск СС.

## Биография
Выходец из старинного дворянского рода, дальний родственник Верхнекарловацкого епископа Лукиана Мушицкого, жившего в XIX веке.
Окончил гимназию в Загребе. С началом Первой мировой войны был в возрасте 17 лет мобилизован в австро-венгерскую армию, где дослужился до звания сержанта первого класса. В конце 1914 г. участвовал в походе на Сербию. Взят в плен в окрестностях Колубары, и с того времени находился на службе в Сербской армии. После разгрома Сербии вместе с другими сербскими войсками отступил в Албанию.
Войну окончил в звании подпоручика и награждён орденом Звезды Карагеоргия. По окончании войны стал продолжать своё образование. В 1931 году ему присвоено звание капитана инженерных войск.
В годы правления Александра I Карагеоргиевича капитан Мушицкий был его личным адъютантом, а позднее — адъютантом королевы Марии Карагеоргиевич и короля Петра II Карагеоргиевича.
В 1937 году ему присвоено звание полковника.
Нападение национал-социалистической Германии и её союзников в апреле 1941 года застало его в родном городе. После прорыва фронта 2-й армии близ Загреба полковник Мушицкий был арестован усташами и приговорён к смертной казни, однако ввиду прежней службы в австро-венгерской армии освобождён. Из Загреба переехал в Белград 13 апреля 1941 г., где вступил в контакт с полковником Милошем Масаловичем и руководителем профашистской партии «ЗБОР» Димитрие Лётичем.
По приглашению главы коллаборационистского правительства Сербии генерала Милана Недича полковник Мушицкий возглавил Сербский добровольческий корпус СС и группу добровольцев в Белграде, и находился в этой должности с 15 сентября и до своего ареста 7 декабря 1941 года.
В конце 1941 г. руководил зачисткой запада Сербии от повстанческих сил. После легализации отдельных отрядов четников был главным переговорщиком между ними и правительством Недича, передавал от имени последнего четникам-коллаборационистам оружие, одежду и пищу. Такая «самодеятельность» вызвала недовольство немцев, для которых основная масса четников официально и неофициально были врагами, и 7 декабря 1941 г. Мушицкий был арестован по обвинению в сотрудничестве с Дражей Михайловичем и его войсками и приговорён германским военным трибуналом в Белграде к смертной казни через расстрел. Лишь благодаря вмешательству генерала Милана Недича, который пригрозил немцам своей отставкой, смертная казнь была заменена на заключение сроком в 1 год, которое отбыл в тюрьме белградского Гестапо и вышел на свободу в середине 1942 года.
В 1943 г. вернулся на военную службу и руководил корпусом до его расформирования в Словении в 1945 году. В августе 1944 г. ему присвоено звание сербского генерала, а также оберфюрера СС.
Под натиском партизанских сил из Боснии Мушицкий заключил пакт с предводителями четников-коллаборационистов в Коцелеве 17 сентября 1944 года.
Покинул Белград 8 октября 1944 г. и отступил со своим корпусом в Словению. 26 марта 1945 г. в Постойне встретился с делегацией четников-коллаборационистов, которая должна была сообщить Мушицкому, что с этого момента его силы должны перейти под командованием Верховного штаба Вооружённых сил Югославии во главе с генералом Миодрагом Дамяновичем.
Соглашение было подписано 27 марта 1945 г. в Илирской Бистрице, после чего генерал Мушицкий сложил с себя полномочия командира добровольческого корпуса СС.
8 января 1946 г. арестован британскими войсками и отправлен в лагерь Эболи в г. Римини в Италии, вскоре после чего передан властям Югославии как военный преступник. Осуждён на процессе в июне-июле 1946 г. в Белграде вместе с командующим четников Д. Михайловичем и 17 июля приговорён к смертной казни. Расстрелян.